# Bredbandsbolaget
B2 Bredband AB (bekend als Bredbandsbolaget, en voorheen ook als BBB) is een Zweedse internetaanbieder die breedband aanbiedt voor toegang tot internet, mobiele telefonie, IP-telefonie, telefonie, digitale televisie en andere diensten. Bredbandsbolaget heeft momenteel meer dan 475.000 aangesloten huishoudens en is daarmee de op twee na grootste breedbandprovider voor ComHem en Telia. Bredbandsbolaget is ook een van Zwedens grootste aanbieders van breedbandtelefonie met meer dan 200.000 aangesloten huishoudens. Bredbandsbolagets netwerk kan ongeveer twee miljoen Zweedse huishoudens bereiken.
Het bedrijf specialiseerde zich vanaf de oprichting in 1998 op hogesnelheidsinternetverbindingen voor woningen en bedrijven met behulp van glasvezel, op dat moment hoofdzakelijk fiber to the building (FTTB). Het bedrijf wilde ook de Nederlandse markt veroveren, maar trok zich in oktober 2001, na het klappen van de internetzeepbel en de aanslagen op 11 september 2001, plotseling terug.
Op 13 februari 2017 oordeelde een Zweedse rechter dat het bedrijf The Pirate Bay moet blokkeren.